# Kenneth Gonçalves

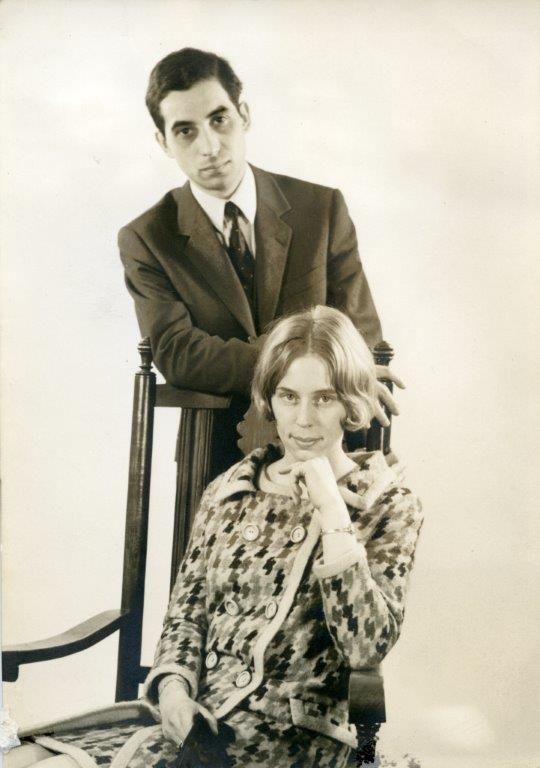
Gonçalves met zijn eerste echtgenote op 14 april 1966

Kenneth Carlos Gonçalves (Paramaribo, 16 november 1940 — aldaar, 8 december 1982) was jurist en advocaat in Suriname. Hij was een van de slachtoffers van de Decembermoorden.

## Jeugd en opleiding
Gonçalves was geen makkelijk kind en stond op de lagere school bekend als een moeilijke leerling. Op de mulo in Suriname ging het mis. Zijn ouders stuurden hem op advies van de fraters op 13-jarige leeftijd naar Nederland. Daar kwam hij terecht bij drie verschillende kostgezinnen. Hij volgde het gymnasium aan het Haags Montessori Lyceum in Den Haag. Na zijn eindexamen gymnasium B in mei 1960 ging hij rechten studeren op advies van zijn laatste kostgezin, dat van de jurist Piet van 't Hoff Stolk. Hij las veel en wilde zich gaan inzetten om zijn land te helpen opbouwen. Op 14 juni 1962 behaalde hij zijn kandidaatsexamen in Groningen. Op 30 juni 1966 studeerde hij af in het Nederlands staatsrecht, strafrecht en strafprocesrecht in Amsterdam. In 1961 verloofde hij zich met H. Andriessen en op 14 april 1966 trouwde hij met haar.

## Werkzaamheden
Van 1966 tot 1968 werkte Gonçalves bij het Institute of Social Studies in Den Haag en daarna voor het kabinet van de gevolmachtigde minister van Suriname. Zijn streven om in Nederland bij de rechterlijke macht te gaan werken werd niet gehonoreerd. Als gevolg hiervan besloot hij met zijn eerste vrouw een aantal jaren naar Suriname te gaan. In 1966 keerde hij terug naar zijn geboorteland, waar hij in 1969 door Jopie Pengel tot adjunct-directeur van het departement van Algemene Zaken werd benoemd. Na de door Pengel verloren verkiezingen werd hij aangesteld tot directeur van het kabinet van de minister-president, Jules Sedney. In 1971 vestigde Gonçalves zich als advocaat in Paramaribo en ontwikkelde zich tevens tot een deskundige in het staatsrecht.  Zijn vrouw besloot naar Nederland terug te keren en op 15 april 1977 scheidden ze. Hij ontmoette juriste Lilian Ho Kang You, die na haar studie rechten in Leiden ook ging werken bij het kabinet van de minister-president. Op 25 augustus 1977 trouwde hij met haar en zij kregen een dochter. Later werd Gonçalves benoemd tot de deken van de orde van advocaten.

## Reactie op de machtsgreep

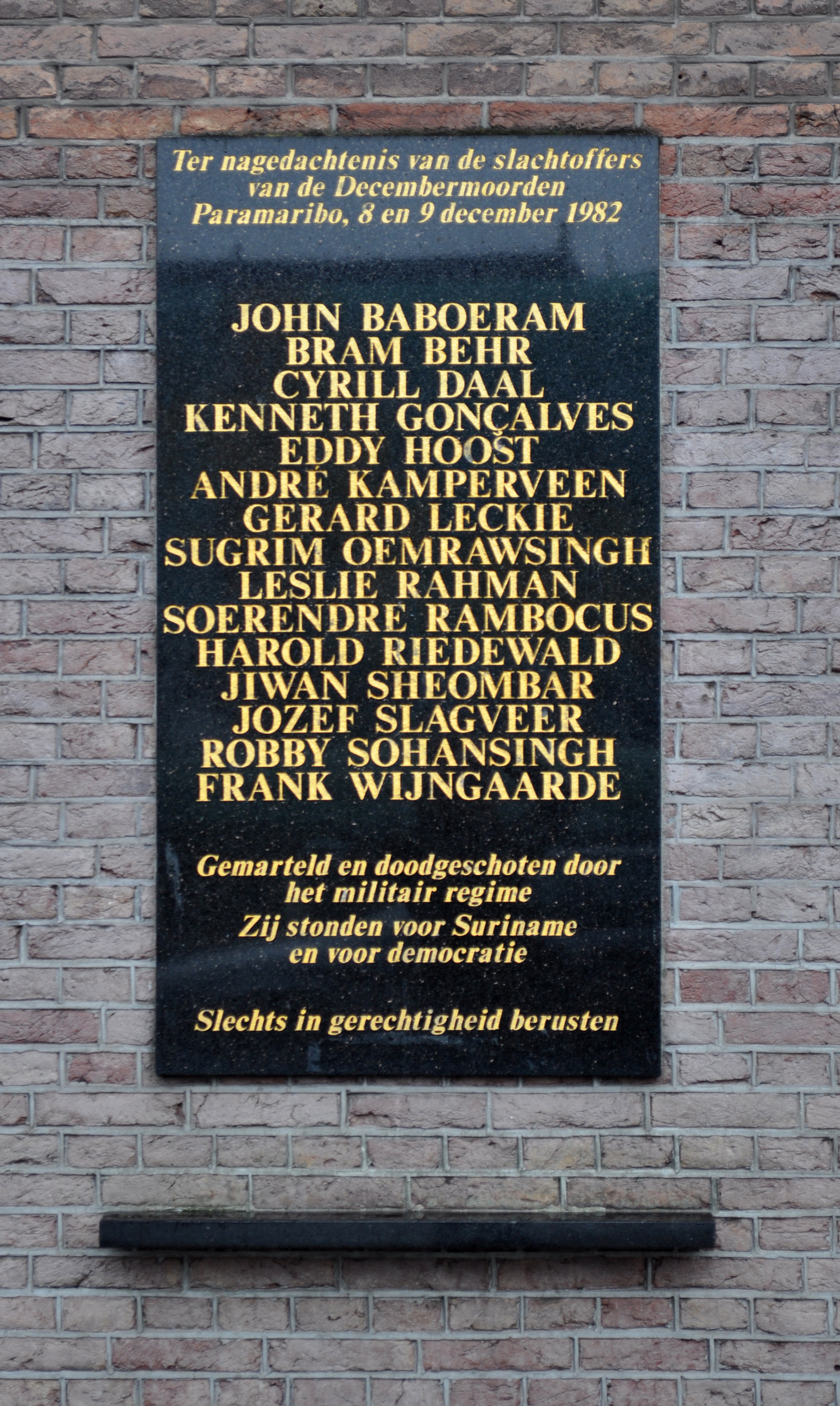
Herdenkingsplaquette in Amsterdam met de namen van de slachtoffers van de Decembermoorden

Toen in 1980 een machtsgreep plaatsvond in Suriname door militairen, realiseerde Gonçalves zich al spoedig dat dit ernstige problemen zou gaan geven voor de nog jonge democratie. Hij vertelde de dag na de coup aan zijn kantoormedewerkers dat hij het einde van de rechtsstaat voor zich zag. Als deken van de orde van advocaten schreef hij een aantal open brieven aan de legerbevelhebber en juntaleider Desi Bouterse waarin hij zijn bezorgdheid voor de ontwikkelingen aangaf. Hij stelde dat de onafhankelijke rechterlijke macht sterk werd aangetast als het Militair Gezag naar eigen inzicht een gerechtelijk bevel naast zich neer kon leggen. Dit was naar aanleiding van het feit dat een aantal officieren door het regime wederom gevangen waren gezet, hoewel zij door de rechter waren vrijgesproken. In 1982 werd de Rambocuscoup gepleegd onder leiding van de militairen Soerinder Rambocus en Jiwansingh Sheombar. Zij werden echter gearresteerd, waarbij Gonçalves hun verdediging op zich nam, maar uiteindelijk nooit af zou kunnen maken.

## Arrestatie en executie
In een van zijn laatste openbare en in kranten gepubliceerde brieven van 2 november 1982 pleitte hij voor het herstel van de rechtsstaat en de democratie in zijn land. Bouterse, die toen bevelhebber van het leger was, realiseerde zich dat Gonçalves zijn positie publiekelijk ondermijnde en liet hem met nog vijftien anderen in de nacht van 7 december op 8 december 1982 oppakken door zijn soldaten en opsluiten in Fort Zeelandia. Nog diezelfde dag werd Gonçalves door de militairen vermoord, evenals veertien anderen, onder wie ook zijn cliënten Rambocus en Sheombar. Een paar uur erna werden de lichamen per legertruck naar het Academisch Ziekenhuis van Paramaribo vervoerd, waar vijftien legergroene lijkzakken werden uitgeladen. Zijn echtgenote moest het lichaam komen identificeren. Volgens haar en andere ooggetuigen, waaronder de zuster van de ook vermoorde Soerinder Rambocus, Nirmala Rambocus, was Gonçalves zwaar toegetakeld en was zijn neus gebroken. Op 13 december 1982 werd hij begraven op de Katholieke Begraafplaats van Paramaribo. Het militaire bewind had toespraken verboden. Pas op 30 november 2007 kwamen de schuldigen van de moord uiteindelijk voor de rechter. De vrouw van Gonçalves was aanwezig bij de start van het proces. Gerard Spong, voormalig collega en vriend van Gonçalves, verleent de Surinaamse regering juridische bijstand.
Zijn dochter en de moeder van politieagent Herman Gooding lieten in 1993 bij de onthulling van het Monument voor de Mensenrechten in Paramaribo tien vredesduiven vrij.
John Baboeram ·
Bram Behr ·
Cyrill Daal ·
Kenneth Gonçalves ·
Eddy Hoost ·
André Kamperveen ·
Gerard Leckie ·
Sugrim Oemrawsingh ·
Lesley Rahman ·
Soerinder Rambocus ·
Harold Riedewald ·
Jiwansingh Sheombar ·
Jozef Slagveer ·
Robby Sohansingh ·
Frank Wijngaarde